# Інський (Киїцька сільрада)
Інський (рос. Инской) — селище у Тогучинському районі Новосибірської області Російської Федерації.
Входить до складу муніципального утворення Киїцька сільрада. Населення становить 105 осіб (2010).

## Історія
Згідно із законом від 2 червня 2004 року органом місцевого самоврядування є Киїцька сільрада.

## Населення
| 2002 | 2007 | 2010 |
| ---- | ---- | ---- |
| 152  | ↘134 | ↘105 |